# 印度尼西亞醫療衛生
印尼醫療衛生（英語：Health in Indonesia）受到多種因素影響。印尼擁有超過26,000家醫療保健機構；其中有2,000家醫院、9,000家社區衛生中心和私人診所、1,100家牙醫診所和1,000家驗光配鏡診所。該國的醫生數量不足，每千人中只有0.4名醫生（相較之下，在2019年，澳大利亞的每千人中醫生數目為3.83人、美國為2.64人、中國2.24人及印度0.93人）。2018年，印尼的醫療保健支出為383億美元，佔其國內生產毛額（GDP）的4.18%，預計到2020年，這項支出將增至510億美元。
印尼在2014年推出全民醫療保健計劃，(印尼語： (JKN)，國民健康保險），透過健康社會保障局提供。.目前覆蓋的人口超過2億。印尼約有2,000萬人享有私人醫療保險的覆蓋。

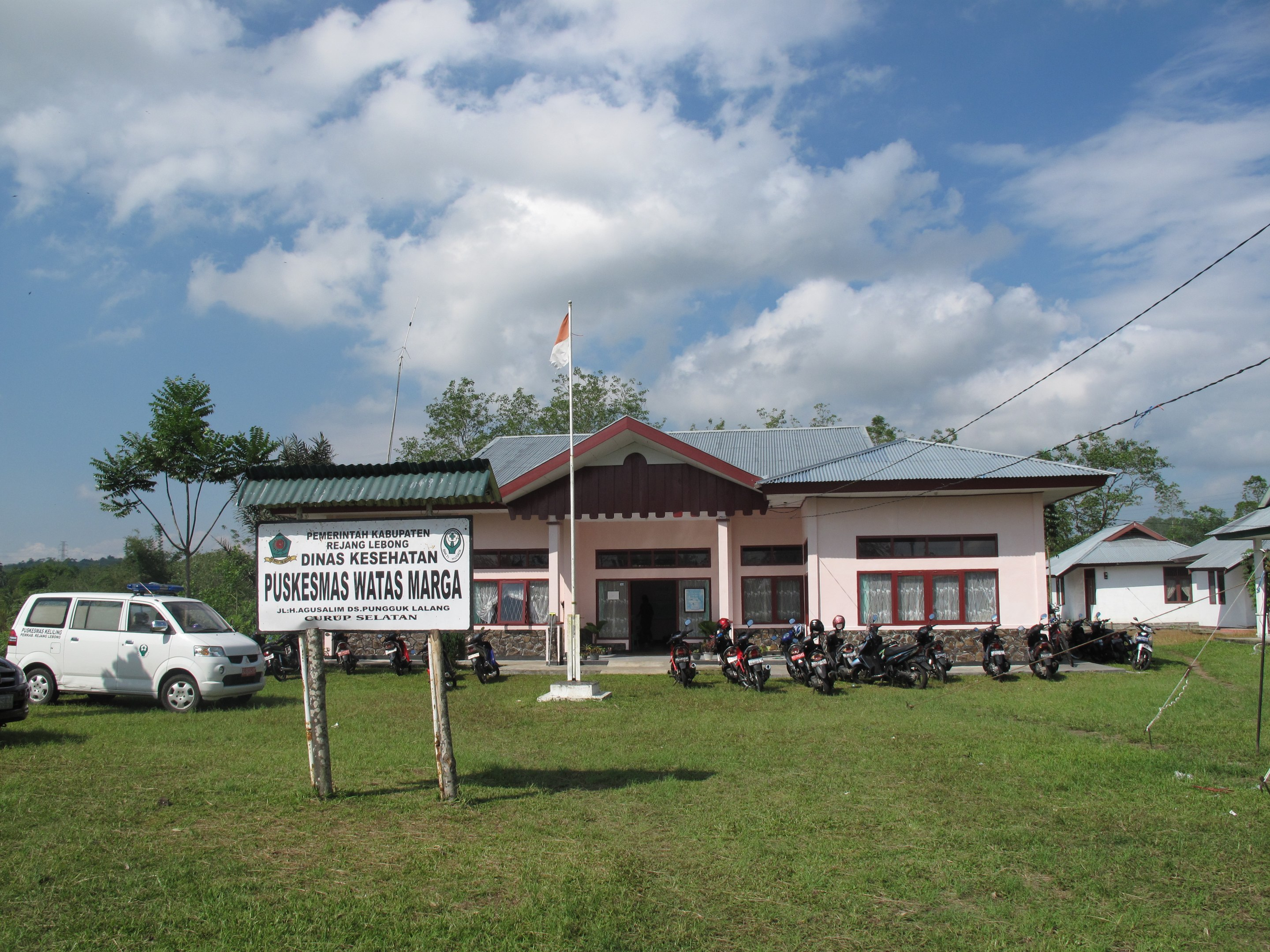
健康社會保障局在摩鹿加省雷江·里邦縣設立的社區衛生中心。

成立於紐西蘭的人權衡量倡議的衡量結果，依照印尼全國的收入水準，這個國家已達成其應實現健康權目標的84.1%。在兒童健康權這一區塊，印尼已達成預期目標的93.5%。對於成年人口的健康權，該國僅實現預期目標的87.1%。而在生殖健康權這一區塊，僅達成預期目標的71.9%，績效為“非常不佳”。

## 人口
截至2020年9月，印尼全國人口數目為2.47億，人口密度為每平方公里151人。2.印尼人口中年齡在15歲以下的佔比為29%，年齡在65歲以上的佔比僅為5%。超過2,800萬的人口生活在每月17美元的貧困線以下，全國大約有一半的人口生活在稍微超過貧困線的水準。

### 預期壽命
| 期間        | 預期壽命 歲 | 期間        | 預期壽命 歲 |
| ----------- | ----------- | ----------- | ----------- |
| 1950–1955年 | 41.75歲     | 1985–1990年 | 61.29歲     |
| 1955–1960年 | 45.07歲     | 1990–1995年 | 63.32歲     |
| 1960–1965年 | 48.18歲     | 1995–2000年 | 65.16歲     |
| 1965–1970年 | 51.05歲     | 2000–2005年 | 66.40歲     |
| 1970–1975年 | 54.02歲     | 2005–2010年 | 68.31歲     |
| 1975–1980年 | 56.69歲     | 2010–2015年 | 70.01歲     |
| 1980–1985年 | 59.21歲     | 2015–2020年 | 71.41歲     |

資訊來源: 聯合國

### 死亡率
| 觀測死亡率（每千名活產） | 1990年 | 2000年 | 2010年 | 2019年 |
| ------------------------ | ------ | ------ | ------ | ------ |
| 出生28天內               | 30.6人 | 22.8人 | 17.4人 | 12.4人 |
| 出生周歲內               | 61.8人 | 41人   | 28人   | 20.2人 |
| 出生5歲內                | 84人   | 52.2人 | 33.9人 | 23.9人 |

資訊來源: 世界銀行

### 生育能力
| 年     | 婦女平均分娩子女數目 | 比率            |
| ------ | -------------------- | --------------- |
| 2017年 | 2.346人              | 較2016低1.1%    |
| 2018年 | 2.320人              | 較2017年低1.11% |
| 2019年 | 2.300人              | 較2018年低0.86% |
| 2020年 | 2.280人              | 較2019年低0.87% |

資訊來源: Macrotrends

### 母嬰醫療保健

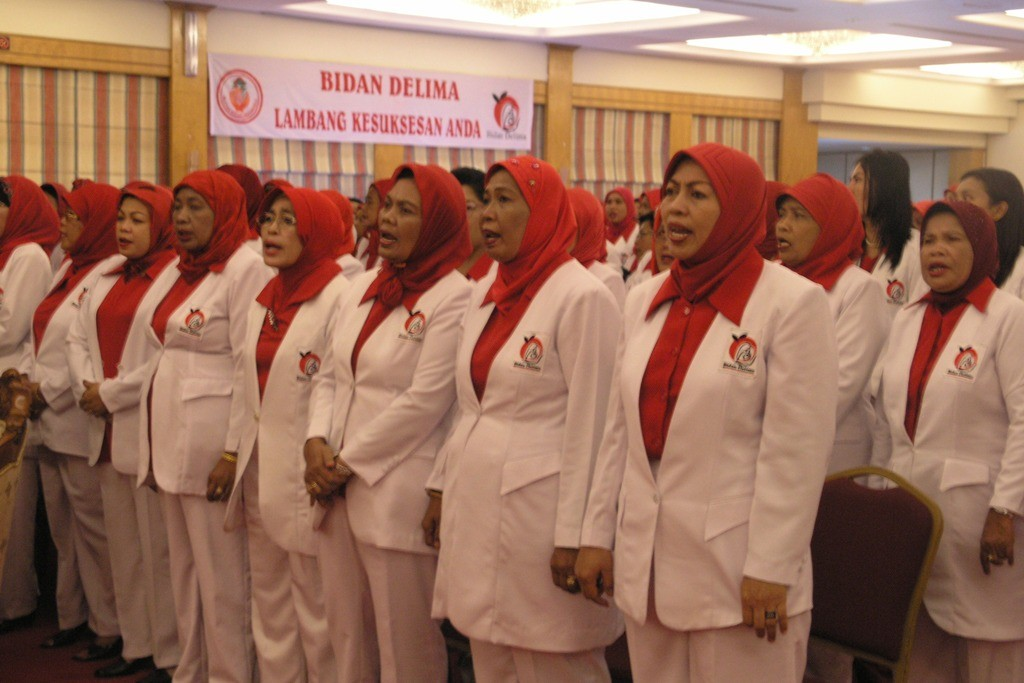
南蘇拉威西省新近認證合格的助產士。

在2010年，每100,000名印尼分娩新生嬰兒的孕產婦死亡率為240人。在2008年為228.6人，1990年為252.9人。每1,000名新生嬰兒中，5歲以下兒童的死亡率為41人，在這年齡段中新生兒死亡率（出生28天內）佔49%。在印尼，每1,000名活產嬰兒中的的對應助產士人數不詳，孕婦的終生死亡風險為190分之1。
2012年，印尼每10萬分娩活產兒的孕產婦死亡率為359人，與2010年的220人死亡數據相比有顯著增加，與印尼自訂的千禧年發展目標 - 預計在2015年底達成的102人相去甚遠。雖然印尼國家計劃生育協調委員會（National Family Planning Coordinating Board (BKKBN), Indonesia）和印尼中央統計局的數據顯示，該國接受產前檢查的婦女比例已從2007年的93%提高至2012年的96%。但導致孕產婦死亡的主因是產後出血，顯示缺乏規律性的產前檢查仍是個問題。

## 水與空氣品質及生活方式

### 水質
不安全的飲用水是導致腹瀉的主因，而腹瀉是導致印尼幼兒死亡的主因。根據聯合國兒童基金會（UNICEF）的數據，印尼年紀在1個月至1歲的兒童致死，有31%由未經處理的飲水所導致，而1歲至4歲的兒童死亡，有25%是由不潔的飲水所造成。

### 空氣品質
經過歷年的霾害 - 1997年、2006年、2013年和2015年 - 所有受煙霧霾影響到的國家均發生人民大量發生急性身體狀況的問題，如哮喘、上呼吸道感染、肺功能減弱以及眼睛和皮膚不適等，而必須送往急診室就診。主因是人們受到大量燃燒後的懸浮微粒污染影響所導致。

### 不健康飲食
印尼至少有3分之1的5歲以下兒童，有營養不良，或者是超重的情況。根據聯合國兒童基金會的數據，印尼有700萬5歲以下的兒童發育遲緩，200萬身體瘦弱，200萬超重或是有肥胖症。此外，有4分之1的青少年有貧血現象，很可能是由於缺乏維生素，以及缺乏如鐵、葉酸和維生素A等營養素的結果。

### 菸草和藥物使用
印尼是世界第五大菸草產品的市場，但對吸菸並無非常嚴格的規定。該國每年有超過200,000因菸草相關疾病而死亡的案例。但每天仍有超過469,000名兒童（10-14歲）和6,400萬15歲以上的人繼續使用菸草製品。
印尼嚴格禁止吸食和販賣違禁藥物，違者會被判處死刑。 在2015年，有450萬印尼人因使用非法藥物而需接受康復治療，每天約有45名年輕人因藥物過量而死亡。

### 心理健康與自殺
在印尼，精神疾患受到高度污名化。印尼政府目前僅將其醫療保健預算的1%用於應對精神健康問題，全國只有48家精神病院及269間精神科病房。這些場所既不不衛生，又人滿為患，患者經常被戴上手銬腳鐐，以防止暴力發生。
在2018年，自殺在印尼致死原因中排名第65，每10萬人中有2.9人自殺。由於自殺遭到污名化，往往並未報導。該國每年自殺人數約有10,000人。

## 疾病

### 傳染病

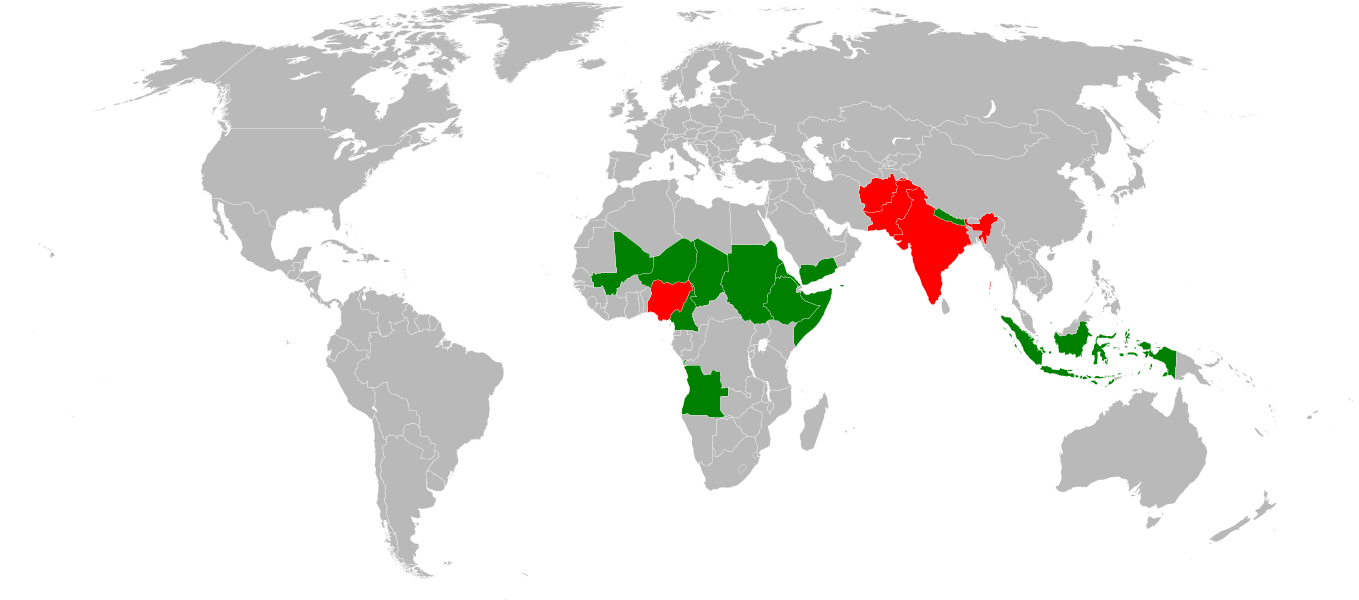
在2005年，印尼經報告的小兒麻痺症病例有303起

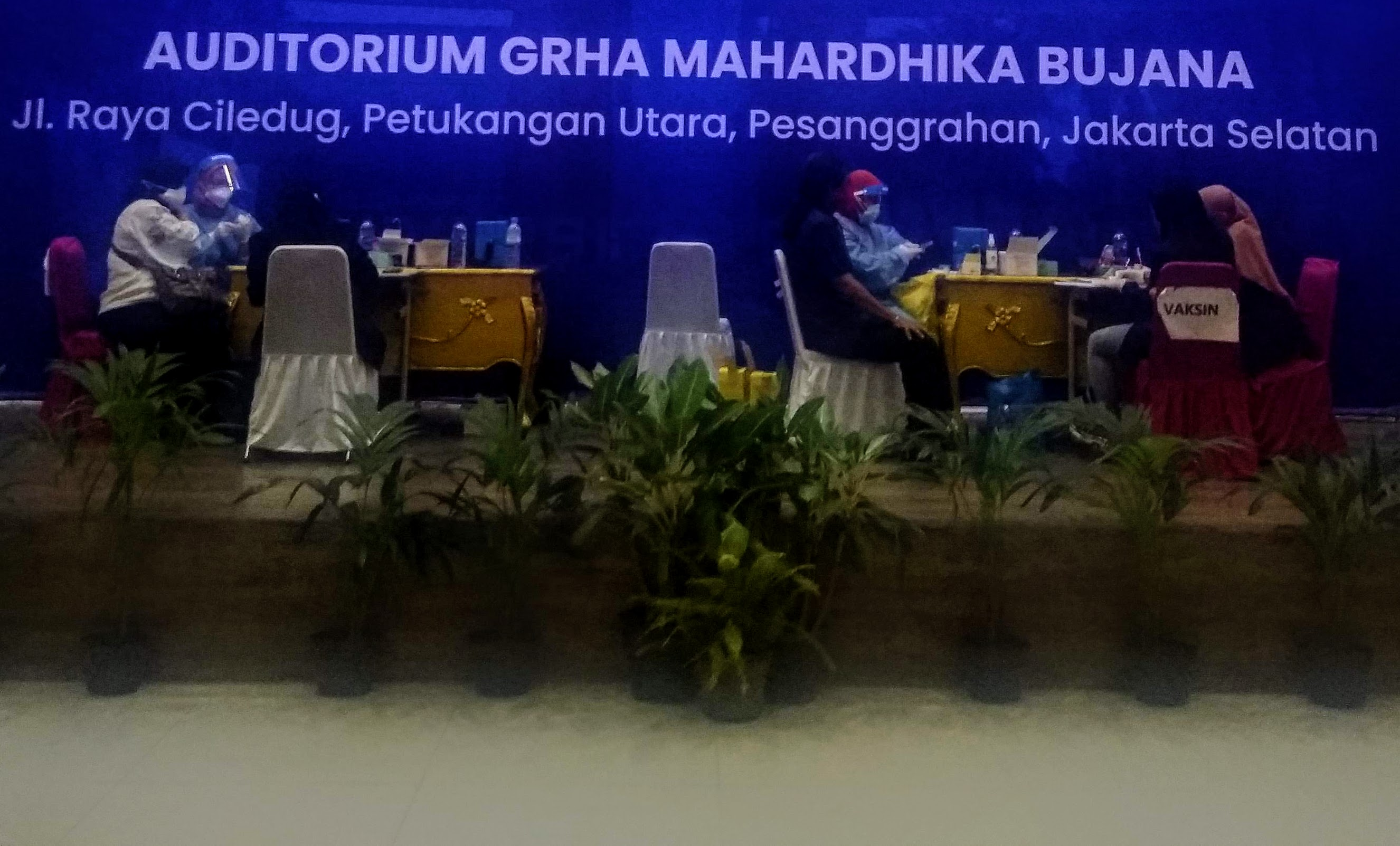
攝於南雅加達行政市的2019冠状病毒病疫苗注射站。

自1990年代初以來，愛滋病已成為印尼的重大公共衛生威脅。2003年，這種疾病在印尼的成人流行率為0.1%（130,000感染病例，及2,400例死亡），在東協國家中排名第3，僅次於緬甸和泰國。 估計在雅加達的娼妓中有17%感染有愛滋病；據推測在巴布亞的一些地區，有高達26%的鄉村婦女罹患有此疾病。
在2004年，印尼所面臨的其他三種健康危害是登革熱、出血性登革熱 (DHF) 和禽流感。據世界衛生組織（WHO）稱，印尼30個省份都受到登革熱和DHF的影響。據說在印當地，雞和鴨中爆發的高致病性禽流感病毒H5N1也對人類健康構成重大威脅。
迄2010年，印尼有3個瘧疾流行地區：西努沙登加拉省（每千人中有20例）、東努沙登加拉省（每千人中有20至50例）以及摩鹿加群島和巴布亞（每千人中有50多例）。在蘇門答臘島、加里曼丹和蘇拉威西島有中度流行，而在爪哇島和巴厘島有甚低的流行（幾乎已無病例發生）。印尼在1990年，瘧疾的平均發病率為每1,000人有4.96人，到2010年，下降至每1,000人有1.96人。印尼政府的目標是讓全國到2030年擺脫瘧疾，這表示把發病率降到每1000人不到1人發病的程度。
迄2022年8月12日，印尼的2019冠狀病毒（Covid-19）確診病例已累計有6,273,228例，在東南亞國家中排名第2，僅次於越南。因此種疾病而死亡人數有157,189人，在亞洲排名第2（次於印度），在全球排名第9。印尼因此疫情造成的實際死亡人數可能有所低報，因為許多死亡並未確認真正的原因，而未列入官方紀錄。

### 非傳染性疾病
據估計，印尼有73%的死亡源自慢性非傳染性疾病。而糖尿病以每年約6%的速度增長。
| 疾病                         | 導致死亡佔比 |
| ---------------------------- | ------------ |
| 心血管疾病                   | 35%          |
| 孕產婦，圍產期和營養相關狀況 | 21%          |
| 其他非傳染性疾病             | 12%          |
| 癌症                         | 12%          |
| 慢性呼吸系統疾病             | 6%           |
| 糖尿病                       | 6%           |
| 創傷                         | 6%           |

## 疫苗接種
雖然印尼小兒科醫生協會（印尼語：（IDAI））建議為兒童接種16種不同的疫苗，但對擁有健康社會保障局 (BPJS) 覆蓋的人而言，其中只有5種疫苗為強制性，而且為免費 - 包括：結核病 (TB)、B性肝炎、小兒麻痺症、百白破疫苗（白喉、破傷風和百日咳三合一混合疫苗）和麻疹。印尼人口中約有60%受到BPJS服務的覆蓋。遺憾的是這樣的覆蓋率還不足達到群體免疫的程度。

## 外部連結
- The State of the World's Midwifery - Indonesia Country Profile （页面存档备份，存于）